# Guillaume Tell (film, 1900)
Guillaume Tell je francouzský němý film z roku 1900. Režisérkou je Alice Guy (1873–1968). Film je dlouhý zhruba 20 metrů a trvá asi jednu minutu.
Jedná se o filmovou adaptaci divadelní hry Friedricha Schillera Wilhelm Tell z roku 1804. Nejedná se však o první filmové zpracování Viléma Tella. Legendární švýcarský hrdina se na plátně objevil už ve stejnojmenném snímku bratrů Lumièrů Guillaume Tell v roce 1897.